# Asellus aquaticus ssp. carniolicus
Asellus aquaticus ssp. carniolicus је подврста животињске врсте Asellus aquaticus, класе Crustacea, која припада реду Isopoda. 

## Угроженост
Ова врста се сматра угроженом.

## Распрострањење
Ареал врсте је ограничен на једну државу. 
Словенија је једино познато природно станиште врсте.

## Станиште
Станиште врсте су слатководна подручја. 